# Gladiolus illyricus
Gladiolus illyricus is een plant uit de lissenfamilie (Iridaceae). De stengels worden 20-60 cm hoog en zijn bebladerd. De bladeren zijn lancetvormig, 10-40 cm lang en 4-10 mm breed.
De bloemen groeien met drie tot tien stuks in aren. De bloemen staan over het algemeen naar een kant. De bloemen hebben twee schutbladeren. Ze hebben een gebogen, 1-1,5 cm lange bloembuis. De kroonslippen zijn rozerood, 2-4 cm lang en ongelijk van lengte. De bloem bevat in het midden opvallende, rozerode meeldraden. De plant bloeit in zijn natuurlijke verspreidingsgebied van april tot in juni.
Gladiolus illyricus komt voor in Zuid- en West-Europa en Klein-Azië. De plant komt vooral voor in rotsvelden, maquis en open bossen.